# Friedrich Wilhelm Klöpper
Friedrich Wilhelm Klöpper (* 20. November 1812 in Hamburg; † 22. November 1876 ebenda) war ein deutscher Kaufmann.

## Leben
Klöpper war der Sohn des Hamburger Textilhändlers Friedrich Christoph Klöpper (1780–1850) und Anna Christina Margarethe Petersen (1784–1829). Sein Vater unterstützte ihn im März 1840 bei der Gründung eines Handelsunternehmens in Hamburg, das unter dem Namen Wm. Klöpper firmierte. Die Firma betrieb Großhandel mit Band, Seide, Garn und Zwirn. Das Unternehmen erschloss neue Absatzmärkte für die Textilindustrie und wurde in Norddeutschland führend im Großhandel mit Weißwaren, mit einem Umsatz von 2,5 Millionen Mark im Jahr 1877. Klöpper konnte die Vorherrschaft des Kleinhandels beenden und den Händlern aufgrund seiner bedeutenden Handelsbeziehungen und des großen Lagers ein breites Angebot machen. Den Kunden gab er oft Kredite und seine Mitarbeiter erhielten Gewinnbeteiligungen.    
Klöpper engagierte sich in der St. Nikolaikirche. Dort war er von 1855 bis 1858 Adjunkt, 1859 bis 1870 Hundertachtziger und 1871 bis 1876 Kirchenvorsteher. Zudem gehörte er einigen bürgerlichen Gremien an. Klöpper war von 1859 bis 1876 Mitglied der Hamburgischen Bürgerschaft. Von 1865 bis 1871 und 1872 bis 1876 saß er im Bürgerausschuss. Hermann Baumeister bezeichnete ihn in einem Nachruf als eines der fleißigsten und vielseitig tätigsten Bürgerschaftsmitglieder.
1841 heiratete Klöpper Maria Wilhelmine Rolffsen (1817–1882). Seine Söhne Heinrich Adolph Klöpper (1842–1878) und Friedrich Wilhelm Klöpper jr. (1844–1875) traten Anfang 1869 in das väterliche Unternehmen ein.